# İlyasfakı, Ayvacık
İlyasfakı là một xã thuộc huyện Ayvacık, tỉnh Çanakkale, Thổ Nhĩ Kỳ. Dân số thời điểm năm 2011 là 159 người.